# Couvent Saint-Louis-Sainte-Élisabeth
Le couvent Saint-Louis-Sainte-Élisabeth désigne un ancien couvent  situé à Louviers, dans le département de l'Eure, en région Normandie.
L'emprise claustrale a notamment laissé place au musée de Louviers et à deux hôtels de ville successifs.
Un second établissement essaima à Rouen vers 1660, rue des Capucins,.

## Histoire
La fondation du couvent Saint-Louis est à replacer dans le grand mouvement des institutions charitables.
En l'occurrence, on doit l'idée de cette fondation à Catherine Le Bis, veuve d'un haut fonctionnaire rouennais incriminé, Jean Hennequin, qui fut exécuté en mars 1602. Venue s'exiler à Paris, rue des Quatre-Fils, elle s'entoure de femmes dévotes et du curé de Saint-Jean-en-Grève, le père Pierre David, son confesseur, considéré de son vivant comme « un très saint homme ». Le groupe s'ingénie à faire acheter petit à petit les 11 premières parcelles (état en 1622) sur les 23 nécessaires à Louviers pour l'implantation de l'œuvre hospitalière, par l'entremise de Le Bis, frère de Catherine, bien introduit auprès du garde des sceaux de France Claude Mangot. 

C'est dans ce lieu que se déroule l'affaire des possédées en 1643, qui occulte de beaucoup l'historique architectural du complexe des bâtiments même.

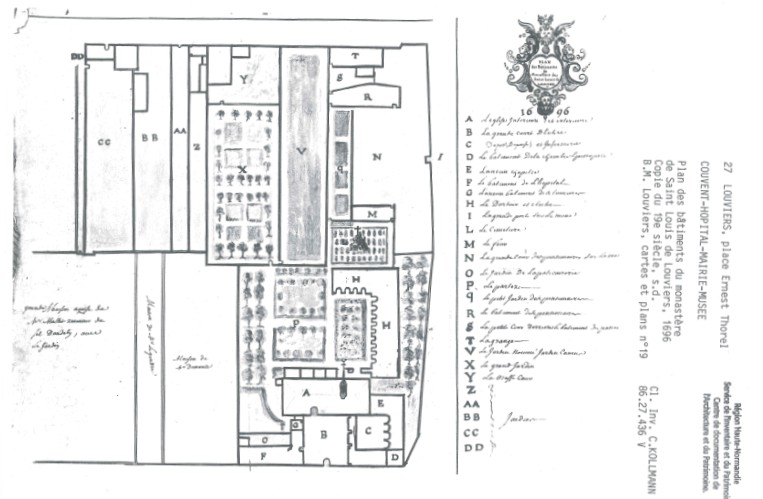
Plan du couvent - 1696.

## Construction
- 16 juin 1616 : avis favorable des bourgeois de Louviers pour la construction de deux hôpitaux, l'un pour les hommes, l'autre pour les femmes[8]

- 22 juillet 1616 : autorisation royale[9]

- 1617 : le père Vincent Mussart[10] fait venir du couvent Sainte-Élisabeth de Paris deux religieuses afin d'instruire quatre premières sœurs venues aussi de Paris[11], en les personnes de Catherine Le Bis elle-même, sa fille adoptive Simone Gaugain (alias Françoise), native de Patay, et deux sœurs, Claude et Marie Caron, introduites par le père David. En septembre, le père Mussart donne leur habit à la quinzaine d'hospitalières impétrantes.

- Les hospitaliers causent rapidement le trouble parmi les hospitalières[12], jusqu'à parler de « coup d'État » au cours des années 1617 et 1618. Ces querelles sont la source des retards dans l'édification du monastère[13]. De ce fait, la mort en 1622 des donateurs initiaux provoque la ruine de l'établissement monastique qui ne doit sa survie qu'à la bienfaisance de nouveaux donateurs de la famille d'Orsay[13]. Finalement, les hommes fondent de leur côté en 1646 le couvent des pénitents de Saint François[14] rue de l'Île.

- 6 décembre 1621 : bref du pape Grégoire XV par lequel est créé le 4e institut du genre sous le titre d'Hospitaliers et Hospitalières de sainte Élisabeth[15]

- 1622 : Magdelaine Bavent entre en tant que postulante[16]

- 10 février 1622 : lettres patentes du roi Louis XIII autorisant l'exécution du bref papal[15]

- Catherine Le Bis décède en 1622 à une date inconnue, mais postérieure à une ultime donation du 3 août[17]

- 21 février 1625 : un nouveau consentement des autorités à l'installation des religieuses de l'ordre hospitalier de Saint-Louis et de Sainte-Élisabeth, affiliés au tiers-ordre de Saint-François[18] a lieu. Au cours de l'année, Monseigneur de Péricard, évêque d'Évreux, soucieux des affaires de son bénéfice[7], se déplace pour bénir l'habit des novices et, un an plus tard, leur fait faire leurs vœux

- 22 avril 1625 : début de l'activité hospitalière[15]

- 1628 : mort du père Pierre David (enterré dans l'église Notre-Dame de Louviers), auquel succède le père Mathurin Picard, directeur spirituel.

- 9 mars 1631 : Mgr de Péricard bénit l'église[1] et sa cloche ainsi que le cimetière[19]; il y célèbre la messe. Il n'y a que les murailles et la couverture et une seule vitre, sans porte, sans pavé, sans lambris et sans clocher. Le chœur n'est pas achevé et il n'y a pas de banc et pas de grille[20]

- 31 août 1631 : mort de la seconde donatrice Geneviève Le Beau (veuve Le Boucher d'Orsay), qui a donné son nom à la cloche bénie 5 mois plus tôt

- 1636 : François Péricard donne aux religieuses la règle de leur maison[21]

- 1643 : révélations sur l'affaire des possessions - l'évêque vient exorciser les religieuses ; elles sont au nombre de 52[22]

- 9 mars 1645 : l'évêque consacre l'église Saint-Louis

- 23 août 1684 : modifications à la règle de 1636 apportée par Jacques Potier de Novion, évêque d'Évreux[23]

- 1696 : construction d'un premier quadrilatère de bâtiments comprenant l'église, le dortoir, la grange autour d'un cloître[1]. Le long de la rue de la Moue[24] se trouve le local des pensionnaires avec son propre parterre. Le cimetière des religieuses se trouve en arrière du cloître, rue de la Marre. Une grande cour donne accès à l'hôpital[25].

- 1702 : pose de la première pierre[26] de prolongement des bâtiments du cloître à l'Est[1] grâce à la libéralité d'un troisième donateur d'importance, Langlois Doisnel[27].

- 29 mai 1726 : Madeleine de Caradas[28] (du Val d'Ailly) pose la première pierre du prolongement des bâtiments joignant au Nord l'église à l'hôpital[1] et qui devaient remplacer l'ancienne dépense[29].

- 1776 : les architectes de la ville préconisent la réfection de l'hôpital dépendant du couvent Saint-Louis, qui dut être renouvelée le 30 janvier 1785[30] auprès de l'évêque François de Narbonne-Lara qui y répondit expressément et favorablement le 6 décembre.

- 1786 : un marché est passé entre les religieuses et l'entrepreneur Jacques Broc, de Sébécourt, qui s'engage à édifier la bâtisse selon les plans, profils et élévations dressés par dom Miserey[31] religieux bénédictin[1],[32]. La reconstruction reste inachevée à cause de la Révolution.

- En 1790, les hospitalières sont au nombre de 32[22].

## Affectations successives
- En 1791, à suite de la requête présentée au district de Louviers concernant l'établissement du tribunal dans l'église de la communauté de Saint-Louis, le directoire du district arrête que "la communauté de Saint-Louis étant composée d'un nombre de religieux supérieur à la loi, on ne peut s'emparer de leur église"
- En 1792, l'administration du district s'est installée dans le couvent[1]
- En 1793, le tribunal s'est installé dans le couvent
- En 1796, l'hôtel de ville est installé dans l'hôpital[1] construit en 1786 en bordure de rue
- En 1812, un devis est établi pour la restauration de la partie sud de l'hôtel de ville
- En 1846, le cloître est détruit[1]
- 1851, une porte, un perron et un campanile[33] sont construits à l'hôtel de ville (ancien)[1]
- 1855, une partie du bâtiment est réservée à la bibliothèque
- En 1872 sont construites les tourelles et, la même année, le musée de Louviers est créé, installé en 1876 dans une des salles de la mairie
- 1874, projets (devis et plans) pour la construction d'un tribunal dans la cour de la mairie en lieu et place de celui existant, non réalisé.
- En 1886, le conseil municipal adopte les plans de Georges-Paul Roussel pour la construction du musée qui peut être édifié grâce à un legs de 1882 par Édouard Lanon, un ancien notaire, sur l'emplacement de l'ancienne gendarmerie. Les travaux sont terminés en 1888 et l'ouverture a lieu le 15 avril
- 1899, l'ancienne chapelle qui servait de tribunal jusqu'alors est détruite[1]
- 1899 : le conseil municipal décide la construction d'un kiosque à musique sur l'emplacement de la chapelle[34]
- En 1906, de nouveaux bureaux sont construits à l'hôtel de ville[1]